# Kyasamballi, Bangarapet
Kyasamballi là một làng thuộc tehsil Bangarapet, huyện Kolar, bang Karnataka, Ấn Độ.